# Râul Tocilelor
Râul Tocilelor este un curs de apă, afluent al râului Cibin. Râul se formează la confluența brațelor Tocila Mare și Tocila Mică

## Hărți
- Harta Munții Cibin  Arhivat în 30 martie 2010, la Wayback Machine.
- Harta Munții Cindrelului [nefuncțională – arhivă]
- Harta județului Sibiu